# Galbadrachyn Otgontsetseg
Galbadrachyn Otgontsetseg, född den 25 januari 1992 i Ulan Bator  i Mongoliet, är en kazakisk judoutövare.
Hon tog OS-brons i de olympiska judo-turneringarna vid olympiska sommarspelen 2016 i Rio de Janeiro i damernas extra lättvikt..
Otgontsetseg har även tagit två bronsmedaljer vid världsmästerskapen 2017 och 2018 samt en bronsmedalj vid asiatiska spelen 2018.